# 21st Circuitry
21st Circuitry was een platenlabel uit San Francisco, Verenigde Staten, van begin 1991. Het gaf elektro-industriële muziek, industriële rockmuziek en soortgelijke muziek uit.
Bands als Covenant, Unit: 187, Hate Dept., Xorcist, Templebeat en New Mind werkten onder dit label. In 1999 sloot de maatschappij haar deuren en de overgebleven voorraad werd door Metropolis Records opgekocht.